# ديفيد دورمان
ديفيد دورمان (بالإنجليزية: David Dorman)‏ هو شخصية أعمال أمريكي، ولد في 1954.

## وصلات خارجية
- ديفيد دورمان على موقع إن إن دي بي (الإنجليزية)